# 루크오일
루크오일(러시아어: Лукойл, 영어: LUKoil)은 러시아의 다국적 에너지 회사로 석유, 천연가스의 추출 및 탐사, 정유 제품의 생산, 운송, 판매 업무를 전문으로 하고 있다.
루크오일은 러시아에서 가스프롬에 이어 두 번째로 큰 기업이며, 매출액 기준으로는 러시아 국내 최대의 민영기업이다. 이 회사는 전 세계 40여 개국에 사업장과 자회사를 두고 있다.